# Stazione di Olbia Marittima Isola Bianca
La stazione di Olbia Marittima Isola Bianca, già stazione di Terranova Pausania Marittima Isola Bianca, era una stazione ferroviaria situata nel porto di Olbia, capolinea della ferrovia di raccordo che dallo scalo centrale del capoluogo gallurese (lungo la Cagliari-Golfo Aranci) raggiungeva il molo dell'Isola Bianca.

## Storia

La stazione nel 1937, all'epoca nota come Terranova Pausania Marittima Isola Bianca

Il porto olbiese dell'Isola Bianca fu raggiunto dai binari della Cagliari-Golfo Aranci già nel 1881, quando un collegamento di 1322 metri tra l'originario molo gallurese e la stazione della allora Terranova Pausania fu aperto all'esercizio. Tuttavia il successivo spostamento dei collegamenti marittimi con il resto d'Italia per i passeggeri ed il servizio postale nel porto di Golfo Aranci fece sì che l'approdo di Terranova restasse in uso solo per le merci, tra le proteste di popolazione e amministratori locali. Il ritorno delle navi di linea a Terranova Pausania nel primo dopoguerra portò alla costruzione di un nuovo pontile sull'isola Bianca, per cui fu creato un nuovo raccordo ferroviario con annessa stazione terminale. Fu così che nacque lo scalo di Terranova Pausania Marittima Isola Bianca, inaugurato insieme al nuovo collegamento ferroviario il 28 gennaio 1920 dalle Ferrovie dello Stato, che avevano rilevato la gestione della rete sarda a scartamento ordinario dalla Compagnia Reale delle Ferrovie Sarde poco meno di un mese prima.
Dieci anni dopo nel porto fu aperta anche una stazione marittima, costruita a ridosso dell'asse estremo dello scalo ferroviario dell'Isola Bianca, il quale da allora si servì della nuova struttura per i servizi ai viaggiatori. Lo scalo, che mutò nome in Olbia Marittima Isola Bianca in conseguenza del cambio di denominazione del comune del 1939, nel secondo dopoguerra fu più volte sottoposto a modifiche per quanto riguarda la disposizione dei binari, in conseguenza dei vari interventi di ampliamento del pontile dell'Isola Bianca.
Lo scalo continuò ad essere utilizzato sino al 27 maggio 2000, quando fu chiuso insieme al collegamento con la stazione di Olbia per consentire i lavori di realizzazione di un tunnel stradale e delle relative strade di accesso, il cui tracciato avrebbe occupato il percorso del binario che raggiungeva la stazione ferroviaria del porto. Gli accordi sottoscritti tra il comune di Olbia, le FS, e l'ANAS prevedevano lo spostamento del raccordo, e del terminal ferroviario, sul lato nord dell'isola Bianca, a breve distanza dalla nuova stazione marittima, a spese del gestore della rete stradale. Tuttavia dopo l'avvio dei cantieri emerse un diverso orientamento dell'amministrazione comunale, intenzionata a non ripristinare il collegamento ferroviario con l'Isola Bianca.

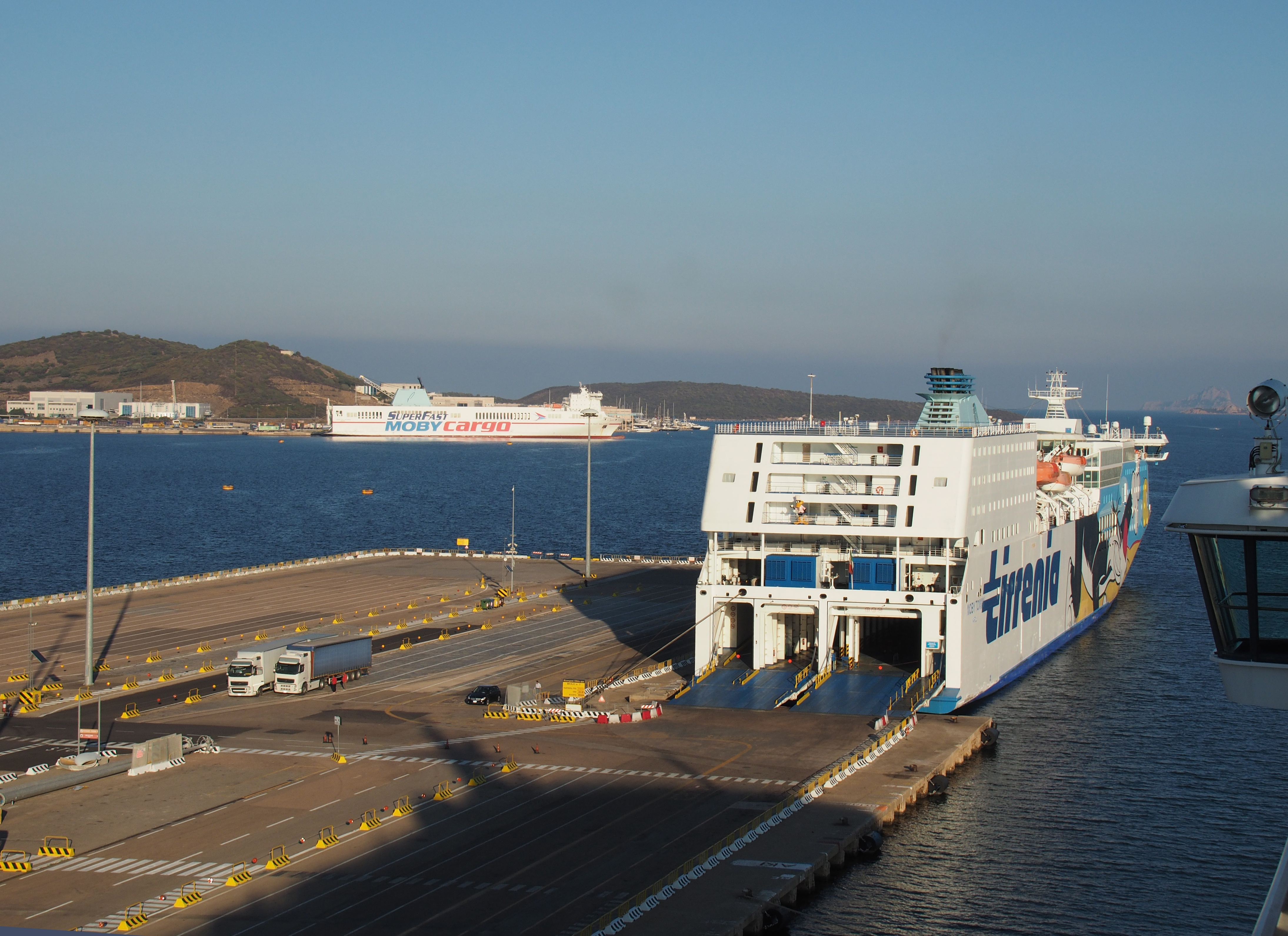
L'area dove sorgeva la stazione nel 2017

Da allora, benché lo stop dei treni per Olbia Marittima Isola Bianca risulti a maggio 2015 ancora temporaneo, e nonostante lo scalo figuri ancora presente nella documentazione di servizio RFI, la stazione è stata dismessa de facto: dal pontile dell'Isola Bianca sono stati smantellati sia i binari della stazione che quelli del raccordo proveniente dallo scalo di Olbia, di cui rimane in posa un troncone che si interrompe all'altezza delle rampe di accesso al tunnel stradale. L'area che ospitava lo scalo ferroviario e la vecchia stazione marittima (demolita anch'essa) è stata in seguito destinata alla circolazione stradale nel porto.

## Strutture e impianti
L'impianto è stato chiuso nel 2000 e smantellato successivamente, nell'ambito dei lavori per la modifica della viabilità stradale della zona del porto olbiese, che hanno interessato la linea di raccordo della stazione con quella di Olbia, non più ripristinata al maggio 2015 nonostante la conclusione dei lavori. Nonostante ciò, e nonostante la rimozione integrale dei binari e la destinazione dell'area dell'impianto a zona di preimbarco, formalmente l'impianto è ancora presente nei fascicoli linea di RFI per cui la circolazione sulla Olbia-Olbia Marittima è sospesa solo temporaneamente.
Con l'impianto in attività, lo scalo negli anni quaranta era dotato di due binari tronchi, impiegati per il servizio viaggiatori e terminanti nella stazione marittima, più alcuni tronchini per i carri merci, di cui uno diretto alla banchina di attracco sud del porto. Dopo l'ampliamento dell'area portuale tra gli anni cinquanta e sessanta nella struttura erano presenti due fasci binari: a nord del fascio passeggeri ne era stato aggiunto un secondo, composto anch'esso da due tronchini, in uso sempre per le merci. Al momento della chiusura della stazione nel 2000, questo fascio non era più presente, dopo essere stato smantellato negli anni ottanta per la costruzione di parcheggi, e restavano presenti i soli due binari passeggeri.
La stazione fu a lungo collegata anche al vicino porto interno (in particolare col molo Brin) da un raccordo che si distaccava all'inizio della curva che portava i treni fuori dalla penisola artificiale dell'Isola Bianca in direzione Olbia: tale collegamento era in uso esclusivamente per l'inoltro di carri merci.
Dal punto di vista dei fabbricati l'impianto si serviva delle strutture della vecchia stazione marittima olbiese, edificio dalla forma a u su cui si attestavano i treni viaggiatori, smantellata anch'essa con la struttura a inizio anni duemila dopo l'apertura di un nuovo e più ampio edificio per i servizi ai passeggeri in transito nel porto.

## Movimento
L'impianto sino al maggio 2000 era servito dai convogli delle Ferrovie dello Stato, che lo collegavano alla stazione di Olbia ed alle altre destinazioni della Dorsale Sarda. Fu inoltre il capolinea del Freccia Sarda, la relazione basata su treni espresso tra la stazione di Cagliari ed il porto gallurese, espletati sino agli anni novanta.

## Servizi
L'impianto era dotato di due banchine adiacenti ai binari passeggeri, parzialmente coperte da pensiline. Nella stazione marittima del porto, in cui avevano termine i binari in uso per il servizio viaggiatori, all'epoca in cui lo scalo era in funzione erano presenti un'area di attesa per i passeggeri ed una biglietteria a sportello.
- Biglietteria a sportello
- Sala d'attesa

## Interscambi
Lo scalo sorgeva nel porto olbiese dell'Isola Bianca, approdo utilizzato da varie compagnie di navigazione per le relazioni marittime tra la Sardegna e l'Italia continentale. L'area inoltre era ed è servita da autolinee urbane ed interurbane (gestite nel 2015 rispettivamente da ASPO e ARST), che osservano fermata nell'area portuale.
- Fermata autobus